# 河辺の森駅
河辺の森駅（かわべのもりえき）は、滋賀県東近江市建部下野町にある近江鉄道本線（湖東近江路線）の駅である。駅番号はOR14。

## 歴史
2002年（平成14年）春に完成した「河辺いきものの森」の最寄り駅として八日市市が請願した駅である。駅前整備を含めた事業費は約7000万円で、費用のほとんどを八日市市が負担して建設された。キャッチフレーズは「エコステーション」で、太陽光発電による照明の電力供給や、リサイクル素材を活用した駅前整備など、環境教育拠点である河辺いきものの森の理念に沿った駅づくりが進められた。

### 年表
- 2001年（平成13年）
  - 6月：市民団体「遊林会」が駅設置を八日市市議会に請願[2]。
  - 12月：八日市市、近江鉄道および専門家、地元自治会、地元小学校長により構成される「エコステーション設置検討市民会議」が発足[2]。
- 2003年（平成15年）12月：着工[3]。
- 2004年（平成16年）3月13日：開業[1]。

## 駅構造
単式ホーム1面1線を有する地上駅であり、無人駅となっている（車イス用スロープあり）。棒線駅であるが、八日市寄りには信号機が両方向に設置されている。
平屋の駅舎内には待合室とバリアフリー対応トイレ（男女別）が設けられ、屋根には太陽光発電装置が取り付けられている。

## 利用状況
近年の一日平均乗車人員の推移は下記のとおり。(東近江市統計書より) 近江鉄道の駅では最も少ない。
| 年度   | 一日平均 乗車人員 |
| ------ | ----------------- |
| 2005年 | 7                 |
| 2006年 | 14                |
| 2007年 | 13                |
| 2008年 | 11                |
| 2009年 | 6                 |
| 2010年 | 12                |
| 2011年 | 13                |
| 2012年 | 8                 |
| 2013年 | 9                 |
| 2014年 | 10                |
| 2015年 | 12                |
| 2016年 | 13                |

## 駅周辺

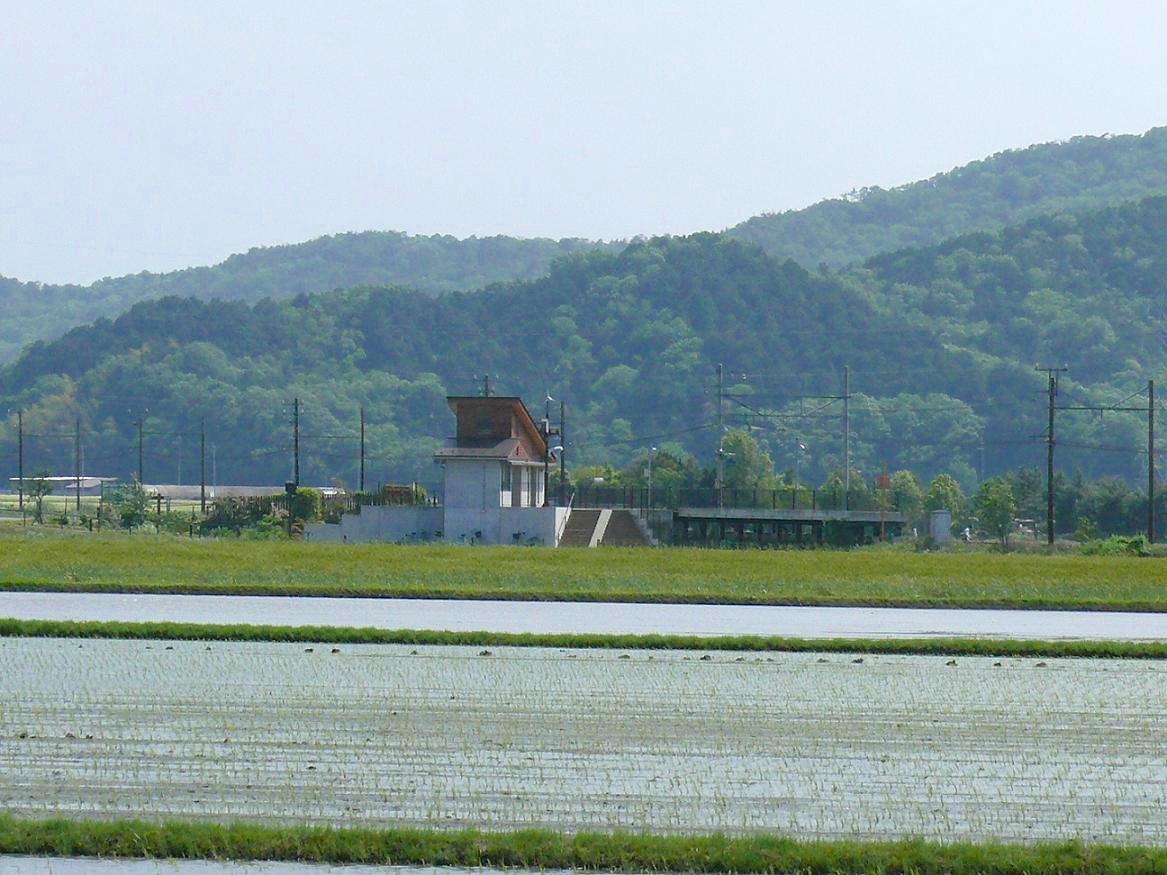
河辺の森駅を北東側より望む（2007年5月）

周辺は田園風景が広がる。駅前にはビオトープが造られている。
- 河辺いきものの森[4][5]
- 箕作山正福寺[6]
- 箕山小松寺[7]
- 山王神社[8]
- 牛王神社[9]
- 苗村神社二之宮[10]
- 滋賀県道52号栗見八日市線
- 御代参街道

## 隣の駅
近江鉄道
■本線（湖東近江路線）
五箇荘駅（OR13） - 河辺の森駅（OR14） - 八日市駅（OR15）

### 記事本文